# River of Romance
El guion se basa en una obra de Booth Tarkington.

## Argumento
Un chico se enamora de quien no debe y su familia que se siente deshonrada lo envía lejos, no obstante, el buscará el modo de volver.

## Otros créditos
- Color: Blanco y Negro
- Sonido: Western Electric Sound System
- Sonido: Harry Lindgren.
- Montaje: Alyson Shaffer

## Curiosidades
En la producción participó como director de diálogos George Cukor, antes de empezar su carrera como director de cine